# Чарли Бърд
Чарли Лий Бърд (на английски: Charlie Lee Byrd) е американски джаз и класически китарист.

## Биография
Роден е на 16 септември 1925 година в Съфолк, Вирджиния. Започва кариерата си през 1957 година, а малко по-късно се включва в биг бенда на Уди Хърман. През 60-те години изиграва важна роля за популяризирането на боса нова. Това е особено добре демонстрирано в Jazz Samba от 1962 година, където заедно със Стан Гец внасят този стил в мейнстрийма на Северна Америка.
Чарли Бърд умира на 2 декември 1999 година в Анаполис, Мериленд.